# 1930-as labdarúgó-világbajnokság (4. csoport)
Az 1930-as labdarúgó-világbajnokság 4. csoportjának mérkőzéseit július 13. és július 20. között játszották. A csoportban az Egyesült Államok, Paraguay és Belgium szerepelt.
A csoportból az Egyesült Államok jutott tovább. A mérkőzéseken 7 gól esett.

## Tabella
| Csapat           | M | Gy | D | V | G+ | G– | Gk | P |
| ---------------- | - | -- | - | - | -- | -- | -- | - |
| Egyesült Államok | 2 | 2  | 0 | 0 | 6  | 0  | +6 | 4 |
| Paraguay         | 2 | 1  | 0 | 1 | 1  | 3  | −2 | 2 |
| Belgium          | 2 | 0  | 0 | 2 | 0  | 4  | −4 | 0 |

## Mérkőzések

### Egyesült Államok – Belgium
| 1930. július 13. 15:00 UYT (UTC−03:30) |

| Egyesült Államok                    | 3–0               | Belgium |
| ----------------------------------- | ----------------- | ------- |
| McGhee 23' Florie 45' Patenaude 69' | (2–0) Jegyzőkönyv |         |

| Estadio Parque Central, Montevideo Nézőszám: 18 346 Játékvezető: José Macías (argentin) |

| USA | Belgium |

| KA                   | 1  | Jimmy Douglas    |
| V                    | 2  | Alexander Wood   |
| KP                   | 3  | Andy Auld        |
| CS                   | 4  | Bart McGhee      |
| CS                   | 5  | Bert Patenaude   |
| KP                   | 6  | Billy Gonsalves  |
| V                    | 7  | George Moorhouse |
| KP                   | 8  | Jim Brown        |
| V                    | 9  | Jimmy Gallagher  |
| V                    | 10 | Raphael Tracey   |
| CS                   | 11 | Tom Florie (csk) |
| Szövetségi kapitány: |    |                  |
| Robert Millar        |    |                  |

| KA                   | 1  | Arnold Badjou       |
| KP                   | 2  | August Hellemans    |
| CS                   | 3  | Bernard Voorhoof    |
| CS                   | 4  | Ferdinand Adams     |
| CS                   | 5  | Jacques Moeschal    |
| CS                   | 6  | Jan Diddens         |
| KP                   | 7  | Jean De Clercq      |
| CS                   | 8  | Louis Versyp        |
| V                    | 9  | Nicolas Hoydonckx   |
| KP                   | 10 | Pierre Braine (csk) |
| V                    | 11 | Theodore Nouwens    |
| Szövetségi kapitány: |    |                     |
| Hector Goetinck      |    |                     |

| Partjelzők: Francisco Mateucci (uruguayi) Alberto Warnken (chilei) |

### Egyesült Államok – Paraguay
| 1930. július 17. 14:45 UYT (UTC−03:30) |

| Egyesült Államok      | 3–0               | Paraguay |
| --------------------- | ----------------- | -------- |
| Patenaude 10' 15' 50' | (2–0) Jegyzőkönyv |          |

| Estadio Parque Central, Montevideo Nézőszám: 18 306 Játékvezető: José Macías (argentin) |

| USA | Paraguay |

| KA                   | 1  | Jimmy Douglas    |
| V                    | 2  | Alexander Wood   |
| KP                   | 3  | Andy Auld        |
| CS                   | 4  | Bart McGhee      |
| CS                   | 5  | Bert Patenaude   |
| KP                   | 6  | Billy Gonsalves  |
| V                    | 7  | George Moorhouse |
| KP                   | 8  | Jim Brown        |
| V                    | 9  | Jimmy Gallagher  |
| V                    | 10 | Raphael Tracey   |
| CS                   | 11 | Tom Florie (csk) |
| Szövetségi kapitány: |    |                  |
| Robert Millar        |    |                  |

| KA                   | 1  | Modesto Denis          |
| CS                   | 2  | Aurelio González       |
| CS                   | 3  | Delfín Benítez Cáceres |
| CS                   | 4  | Diógenes Domínguez     |
| KP                   | 5  | Eusebio Díaz           |
| KP                   | 6  | Francisco Aguirre      |
| V                    | 7  | José Miracca           |
| CS                   | 8  | Lino Nessi             |
| CS                   | 9  | Luis Vargas Peña (csk) |
| V                    | 10 | Quiterio Olmedo        |
| KP                   | 11 | Romildo Etcheverry     |
| Szövetségi kapitány: |    |                        |
| José Durand Laguna   |    |                        |

| Partjelzők: Martin Aphesteguy (uruguayi) Anibal Tejada (uruguayi) |

### Paraguay – Belgium
| 1930. július 20. 15:00 UYT (UTC−03:30) |

| Paraguay        | 1–0               | Belgium |
| --------------- | ----------------- | ------- |
| Vargas Peña 40' | (1–0) Jegyzőkönyv |         |

| Estadio Centenario, Montevideo Nézőszám: 12 000 Játékvezető: Ricardo Vallarino (uruguayi) |

| Paraguay | Belgium |

| KA                   | 1  | Pedro Benítez          |
| CS                   | 2  | Aurelio González       |
| CS                   | 3  | Delfín Benítez Cáceres |
| KP                   | 4  | Eusebio Díaz           |
| CS                   | 5  | Gerardo Romero         |
| CS                   | 6  | Lino Nessi             |
| CS                   | 7  | Luis Vargas Peña (csk) |
| V                    | 8  | Quiterio Olmedo        |
| V                    | 9  | Salvador Flores        |
| KP                   | 10 | Santiago Benítez       |
| KP                   | 11 | Tranquilino Garcete    |
| Szövetségi kapitány: |    |                        |
| José Durand Laguna   |    |                        |

| KA                   | 1  | Arnold Badjou       |
| KP                   | 2  | August Hellemans    |
| CS                   | 3  | Ferdinand Adams     |
| CS                   | 4  | Gérard Delbeke      |
| V                    | 5  | Henri De Deken      |
| CS                   | 6  | Jacques Moeschal    |
| CS                   | 7  | Jan Diddens         |
| CS                   | 8  | Louis Versyp        |
| V                    | 9  | Nicolas Hoydonckx   |
| KP                   | 10 | Pierre Braine (csk) |
| V                    | 11 | Theodore Nouwens    |
| Szövetségi kapitány: |    |                     |
| Hector Goetinck      |    |                     |

| Partjelzők: José Macías (argentin) Domingo Lombardi (uruguayi) |